# Rầy mềm
Rầy mềm hay còn gọi là rệp bông (Danh pháp khoa học: Aphis gossypii) là một loại rầy trong họ Aphididae, chúng là loài ký sinh trên các cây họ đậu, họ cà độc dược, bầu bí dưa, cam quýt và nhiều loại cây khác

## Đặc điểm
Thành trùng gồm 2 dạng có và không có cánh: Dạng không cánh cơ thể dài từ 1,5- 1,9 mm và rộng từ 0,6-0,8 mm, toàn thân màu xanh đen, xanh thẫm và có phủ sáp, một ít cá thể có dạng màu vàng xanh. Dạng có cánh cơ thể dài từ 1,2-1,8 mm, rộng từ 0,4-0,7 mm, đầu và ngực màu nâu đen, bụng màu vàng nhạt, có khi xanh đậm, phiến lưng ngực trước màu đen, mắt kép to, ống bụng đen.
Ấu trùng và thành trùng tập trung mặt dưới lá, nhất là đọt non, bông, chồi, hút nhựa làm cho các phần này bị héo hoặc để lại những vết thâm đen trên lá, và truyền bệnh virus cho cây. Trên dưa, rầy gây hại trầm trọng nếu tấn công các dây chèo hay đỉnh sinh trưởng, nếu tập trung số lượng lớn ở đọt sẽ làm cho lá bị quăn queo. Phân thải ra thu hút nhiều nấm đen bao quanh làm ảnh hưởng sự phát triển trái và ảnh hưởng đến quang hợp của cây.